# Skakalnica Kamnica - Rošpoh
Skakalnica Kamnica - Rošpoh je mariborska smučarska skakalnica.

## Osnovni podatki
- Skakalnica je bila zgrajena leta 1965.
- Visoka je približno 40 m.
- Ravni del mostu je dolg 4,6 m.
- Dolžina zaleta znaša 32,5 m.
- Širina zaleta je 2,8 m.

## Zgodovina
Ko je bila skakalnica zgrajena, so se tekmovanja vrstila enkrat letno, če je to dopuščala zima. Nastopali so klubi (SK Velenje, SK Šmartno na Pohorju, SK Ljubljana,SK Triglav, SSK Mislinja in seveda SK Kamnica).
Na tekmovanja je prihajal tudi znani tekmovalec Danilo Pudgar.

## Skakalnica danes
Danes se na skakalnici odvijajo tekme, ki jih izvajajo tekmovalci od 12. do 35. leta starosti. Na skakalnici vadijo tudi tekmovalci, starejši od 35 let. V letih 2005-2006 so dosegli 7. mesto na svetovnem prvenstvu.

## Rekordi
Uradni rekord skakalnice je 47 metrov,  katerega je postavil državni reprezentant Gorazd Robnik iz SSK Mislinja, leta 1999.
Domači rekord te skakalnice je 41 metrov, katerega nosi Stanislav Rebrnik.